# Radio Exterior de España
Radio Exterior de España («Зарубежное радио Испании») — испанская международная общественная радиостанция. Входит в RTVE.

## История
Radio Exterior de España было основано в 1973 году при режиме Франко. Испания до этого вела радиопередачи на иностранных языках в рамках Radio Nacional de España, где существовал отдел иновещания. Radio Exterior, бывшее относительно автономным с 1973 года, в результате реформы 2008—2009 годов снова превратилось в отдел Radio Nacional de España, лишившись самостоятельности, но сохранив в позывных лейбл Radio Exterior. Однако с 2009 года вся официальная переписка с зарубежными слушателями испанского иновещания ведется только от имени Radio Nacional de España
Radio Nacional de España, чьей составной частью сегодня является канал иновещания — Radio Exterior de España, было основано в Саламанке 19 января 1937 года, во время гражданской войны в Испании (1936—1939) под эгидой франкистского управления печати и пропаганды. Radio Nacional de España в качестве официальной радиостанции правительства Франко заменило собой региональную станцию Radio Castilla de Burgos (Радио Кастилья-де-Бургос), которое до этого готовило официальные передачи франкистского правительства, чьи передачи все радиостанции, попавшие в руки франкистских войск, были вынуждены ретранслировать. В настоящее время Radio Nacional de España входит в самоуправляемую и независимую от правительства корпорацию «Радио Телевидение Эспаньола» — RTVE. Radio Nacional de España включает пять радиоканалов — Radio Nacional (канал общего вещания); Radio Clásica (классическая музыка); Radio 3 (молодёжное вещание, современные музыкальные стили) Ràdio 4 на каталонском языке; Radio 5 (канал новостей) и Radio Exterior (зарубежное вещание на иностранных языках).

## Текущее вещание
По состоянию на февраль 2010 года, Radio Exterior de España ведет свои передачи на испанском, английском, французском, арабском, португальском, русском и сефардском (языке испанских евреев-сефардов) языках. Также готовит короткие выпуски новостей на испанском в рамкам своей круглосуточной программы за рубеж на испанском. За счет испаноязычного вещания на Латинскую Америку и Африку Radio Exterior de Espana по некоторым данным занимает третье место среди международных радиовещателей после британской Би-би-си и Радио Ватикана по размеру аудитории.
В настоящее время коллектив испанского иновещания Radio Exterior насчитывает около 70 человек. Ранее, согласно данным самой радиостанции, коллектив составлял около 200 человек, но был сокращён в результате закончившейся в 2008—2009 годах реформы общественного вещателя RTVE. В 2007 году была закрыта немецкая служба Radio Exterior, но приблизительно в это же время начала функционировать программа на португальском языке.
При режиме Франко Radio Exterior de España вело передачи не только на русском языке, но и, например, на польском, но в 1975 году (после кончины Франко) все восточноевропейское вещание испанского радио, включая русскоязычные передачи, было прекращено. Возобновилось вещание на русском языке в 1990 году и продолжается до сих пор (теперь доступно не только на коротких волнах, но и в подкасте на интернет-странице Radio Exterior de Espana).

## Русская служба
Русская служба испанского национального радио существует в рамках отдела его зарубежного вещания Radio Exterior de España (Радио Экстериор дэ Эспанья).
Передачи на русском языке (продолжительностью 30 минут) ведутся в режиме прямого эфира из Мадрида с понедельника по пятницу с 17 часов UTC на коротких волнах из передающего центра центра в провинции Толедо, они также круглосуточно доступны в подкасте на странице Radio Exterior на сайте испанского национального радио http://www.rtve.es/radio/radio-exterior/ Архивная копия от 15 ноября 2017 на Wayback Machine.
Radio Exterior de España является единственным иновещанием страны испаноязычного мира, передающей по-русски, стараясь в своих передачах отражать проблематику не только Испании, но и всего испаноговорящего сообщества.
Русская передача дня состоит из ленты новостей, обзора испанских газет и тематической программы (традиции Испании, актуальные события, история, музыка, беседы с обозревателем, ответы на письма слушателей).
Передачи русской службы испанского радио можно также услышать на радиостанции «Всемирная радиосеть» по пятницам и субботам в 22:30 по московскому времени.

### История
Русские передачи испанского радио начались ещё в годы правления Франко. Точная дата их начала не установлена, но известно, что они были прекращены в 1975 году — после смерти этого правителя. Программы того периода носили пропагандистский характер и даже в отдельные годы (по неподтвержденной информации) подвергались глушению со стороны СССР. Снова испанское радио начало вести передачи на русском языке 5 мая (по другим данным 7 мая) 1990 года. Первоначально в редакции работало 4 человека, причём один из сотрудников ранее работал ещё в старой редакции при франкистском режиме. Русская служба испанского иновещания исторически известна меньше, чем, например, Британская вещательная корпорация и её русская служба, а также русские редакции «Немецкой волны», «Голоса Америки», «Международного Французского Радио» и ряда других, что обусловлено гораздо меньшим объёмом вещания.